# Ludwik Fortuna
Ludwik Józef Fortuna vel Michał Zabiełło pseud.: Siła, Nadzieja (ur. 20 marca 1913 w Żurawicy, zm. 1999) – kapitan dyplomowany piechoty Wojska Polskiego, cichociemny.

## Życiorys
W 1931 roku ukończył Państwowe Gimnazjum nr 1 w Jarosławiu. W latach 1932–1934 uczył się w Szkole Podchorążych Piechoty.
We wrześniu 1939 roku walczył jako dowódca kompanii zwiadu 54 pułku piechoty Strzelców Kresowych. 8 grudnia 1939 roku przekroczył granicę polsko-węgierską, gdzie został internowany. W marcu 1940 roku znalazł się we Francji, gdzie do czerwca 1940 roku służył w 6 kompanii 7 pułku piechoty 3 Dywizji Piechoty. Następnie przebywał w Wielkiej Brytanii, służąc w 8 kompanii 3 batalionu strzelców 1 Brygady Strzelców.
Po przeszkoleniu ze specjalnością w dywersji został zaprzysiężony 7 kwietnia 1942 roku i przeniesiony do Oddziału VI Sztabu Naczelnego Wodza. Później przeszedł kurs (III kurs na obczyźnie) w Wyższej Szkole Wojennej. Po praktyce w Oddziale III Sztabu Naczelnego Wodza został przerzucony do Głównej Bazy Przerzutowej w Brindisi we Włoszech.
Został zrzucony w Polsce w nocy z 19 na 20 maja 1944 roku w ramach operacji lotniczej o kryptonimie „Weller 18”. Dostał przydział do Podokręgu Nowogródek AK jako szef sztabu Podokręgu, objął to stanowisko 26 czerwca (rozkazem Komendy Głównej AK z 12 czerwca). 17 lipca 1944 został aresztowany przez wojska radzieckie i lata 1944–1947 spędził w więzieniach (początkowo więzienie na Łukiszkach, siedziba NKWD przy ul. Ofiarnej w Wilnie) i na zesłaniu w Związku Radzieckim.
Po powrocie do Polski w lipcu 1947 roku podjął w listopadzie tego roku pracę jako urzędnik w Okręgowym Urzędzie Likwidacyjnym w Rzeszowie, następnie w latach 1949–1970 pracował w Rejonowym Przedsiębiorstwie Przemysłu Paszowego „Bacutil” w Katowicach na stanowiskach kolejno: kierownika bhp, starszego technika ds. wynalazczości i racjonalizacji, kierownika służby inwestycyjnej. Później pracował w: Zarządzie Inwestycji Produkcyjnych Śląskiego Zjednoczenia Budownictwa Miejskiego w Katowicach jako kierownik działu inwestycji i przygotowania produkcji (1970–1972), Chorzowskim Przedsiębiorstwie Produkcji Materiałów Budowlanych (1972–1973), Ośrodku Rozwojowo-Badawczym Śląskiego Zjednoczenia Budownictwa Miejskiego w Katowicach (1973–1978). Od 1978 roku na emeryturze. Pochowany na cmentarzu Batowickim w Krakowie (kw. A-II-zach.-1).

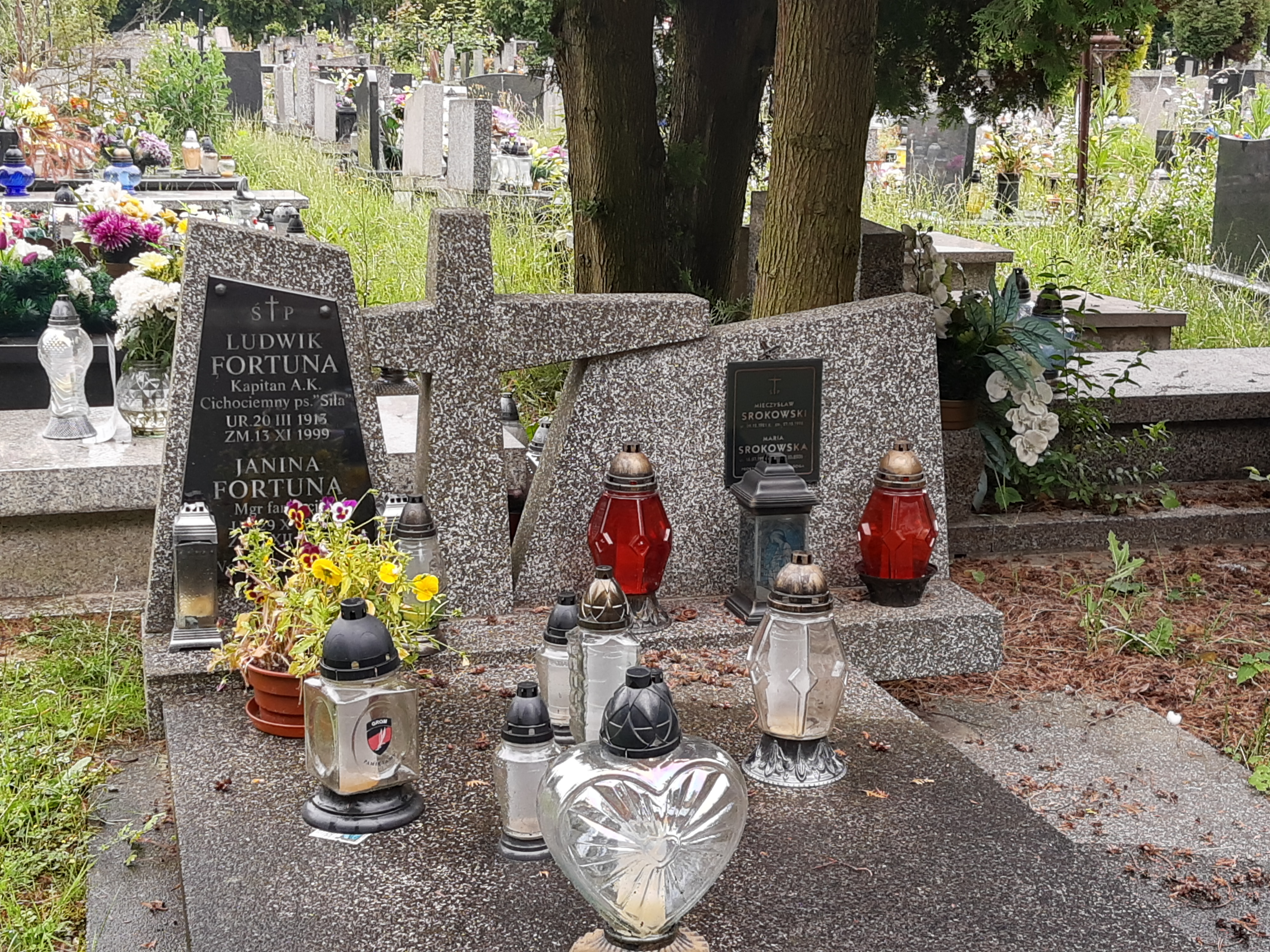
Grób Ludwika Fortuny na Cmentarzu Prądnik Czerwony

## Odznaczenia
- Krzyż Walecznych – czterokrotnie.

## Życie rodzinne
Był synem Józefa, kołodzieja, i Franciszki z domu Hnatowskiej. W 1939 roku ożenił się z Janiną Malską (ur. w 1913 roku), z którą miał córkę Zofię zamężną Woźniak (ur. w 1949 roku).